# Piotr Gliński
Piotr Tadeusz Gliński, né le 20 avril 1954 à Varsovie, est un homme politique polonais. Il est membre du parti national-conservateur Droit et justice (PiS).

## Biographie
En 2010, il est nommé au conseil national de développement par le président de la République Lech Kaczyński. 
Il est choisi trois ans plus tard comme candidat de Droit et justice dans le cadre de la motion de censure constructive déposée contre Donald Tusk. La motion est toutefois rejetée par la Diète.
Il adhère à PiS à l'été 2015. Pour les élections législatives du 25 octobre suivant, il est investi dans la circonscription de Łódź. Il y remporte 41 697 voix de préférence, ce qui constitue le meilleur score de la circonscription et de la voïvodie.
Le 16 novembre, Piotr Gliński est nommé vice-président du Conseil des ministres, ministre de la Culture et du Patrimoine national dans le gouvernement de la conservatrice Beata Szydło.